# Срђан Венечанин
Срђан Венечанин (Београд, 22. април 1930 — Београд, 16. мај 2016) био је српски грађевински инжењер, научни радник и универзитетски професор. Збирка његових књига и старих научних публикација налази се у Удружењу за културу, уметност и међународну сарадњу „Адлигат”.

## Биографија
Завршио је основу школу и гимназију у Београду. Дипломирао је на Грађевинском факултету Универзитета у Београду. На матичном факултету докторира 1983. године темом „Утицај термичке некомпатибилности бетона на његову чврстоћу“. Специјализацију је завршио у Ротердаму.
Од 1960. је у настави на факултету као асистент а од 1991. као редовни професор.
Бавио се проблемом бетонских конструкција, посебно мостова те проблемом трајности бетона, нарочито у врућим климама Средњег истока.
Објавио је више десетина научних радова у домаћим и угледним страним часописима. Предавао је на енглеском језику у Немачкој, Канади, Ираку, Либији, Финској и другим земљама.
Венечанин је био члан неколико струковних удружења попут: Америчког института за бетон (ACI), Друштва за бетон (Concrete society - England), Међународног удружења за мостове и високе зграде (IABSE - Цирих), члан неколико комитета за трајност бетона.
Значајно је допринео технологији бетона, технологији бетонских мостова, области термичког понашања и трајности бетонских конструкција.
На основу његових пројеката је изграђен Студентски дом културе у Новом Саду, три моста од пренадпрегнутог бетона у Црној Гори (на реци Зети код Никшића), мост од пренадпрегнутог бетона у Бањој Луци. Руководио је санацијом неколико бетонских мостова. Имао је улогу стручног консултанта приликом изградње Хидроелектране Ђердап.
Био је редовни професор на Грађевинском факултету у Суботици, где се пензионисао 1997.
Уврштен је у књигу „Who’s who in Computational Science and Engineering“, издање штампано у Великој Британији за годину 2005–2006.
Донацијом његових наследника, велика збирка научних радова са краја деветнаестог и почетка двадесетог века налази се у Адлигату.

## Одабрани радови
- Influence of Temperature on Deterioration of Concrete in the Middle East, Concrete, Vol. 11, 1977.
- Thermal Incompatibility of Concrete Components and Thermal Properties of Carbonate Rocks, ACI Materials Journal, USA, 1990.
- Early Deterioration of Concrete Bridge Slabs Due to the Effects of Concrete Strength Reduction and Compressive Overstress, Pergamon Press, 1992.
- Утицај проводљивости бетона на трајност друмских бетонских мостова, 1997.
- Дејство температуре на гредне бетонске мостове, 1998.
- Утицај попречног термичког градијента на лучне бетонске бране, 1999.
- Преглед актуелне проблематике бетонских конструкција, 1999.
- Building materials and structures, 2016.